# 美らキャロット
美らキャロット（ちゅらキャロット）は沖縄県糸満市で生産されるニンジンの総称である。主に糸満市南部の喜屋武地区で生産されている。沖縄県内のニンジン生産量第1位を誇る糸満市では、1995年（平成7年）度に国から「野菜指定産地」としての認定を受け、ニンジンの供給基地として定着し、消費者のニーズに応える産地ブランドの確立・生産農家の意識高揚を図ると同時に、消費者の拡大・販売促進活動を積極的に取り組んできた。
こうした生産農家、JA、行政機関の一体となった取り組みにより、2006年（平成18年）1月24日に沖縄県から「にんじん拠点産地」としての認定を受け、美らキャロットがおきなわブランドとして商標登録された。

## にんじんの日・裏にんじんの日
産地力の強化とおきなわブランド美らキャロットの普及・消費拡大を図り、更なる生産向上を目指して収穫最盛期の2月3日をにんじんの日、3月2日を裏にんじんの日と制定している。
この約1ヶ月の間、にんじんの消費拡大をはかるキャンペーンが行なわれる。
- にんじん収穫体験
- にんじん料理の試食会
- 美らキャロット100％ジュース（生絞り）の試飲会
- 市内小中学校給食の「にんじんの日」特別メニュー（2月3日）